# 레치나강

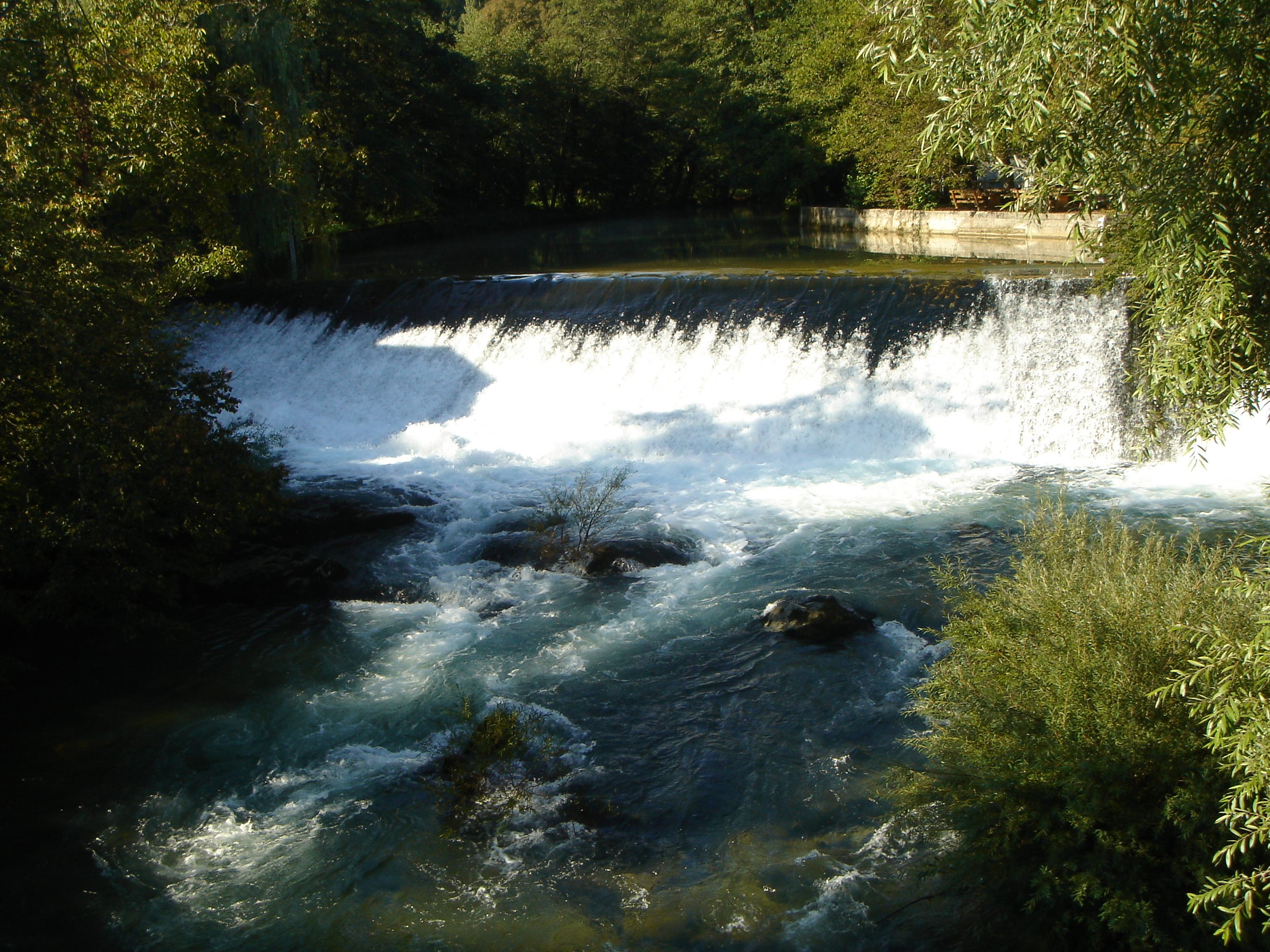
레치나강

레치나강(크로아티아어: Rječina)은 크로아티아 프리모레고르스키코타르주 리예카에서 아드리아해로 흐르는 강이다. 길이 는 약 18 킬로미터 (11 mi)이고 , 평균 너비는 9 to 16 미터 (30 to 52 ft)다.